# Sandrigo Hockey 2019-2020
Questa voce raccoglie le informazioni riguardanti il Sandrigo Hockey nelle competizioni ufficiali della stagione 2019-2020.

## Maglie e sponsor
| 1ª divisa | 2ª divisa |

## Organico

### Giocatori
Dati tratti dal sito internet ufficiale della Federazione Italiana Sport Rotellistici.
| N° | Naz.               | Ruolo    | Sportivo            |  |  |  |
| -- | ------------------ | -------- | ------------------- |  |  |  |
| 1  | Italia (bandiera)  | Portiere | Andrea Dal Zotto    |  |  |  |
| 2  | Italia (bandiera)  | Esterno  | Diego Nicoletti     |  |  |  |
| 4  | Italia (bandiera)  | Esterno  | Alberto Pozzato     |  |  |  |
| 6  | Italia (bandiera)  | Esterno  | Marco Poletto       |  |  |  |
| 9  | Italia (bandiera)  | Esterno  | Andrea Contro       |  |  |  |
| 11 | Spagna (bandiera)  | Esterno  | Marc Vazquez Compte |  |  |  |
| 13 | Italia (bandiera)  | Portiere | Cristian Gasparotto |  |  |  |
| 17 | Italia (bandiera)  | Esterno  | Stefano Campagnolo  |  |  |  |
| 19 | Italia (bandiera)  | Esterno  | Alex Menin          |  |  |  |
| 54 | Brasile (bandiera) | Esterno  | Cláudio Filho       |  |  |  |

### Staff tecnico
- 1º Allenatore:  Francesco Marchesini
- 2º Allenatore: n.a.
- Meccanico:  Davide Aere e  Manuele Valente